# زندرانووا

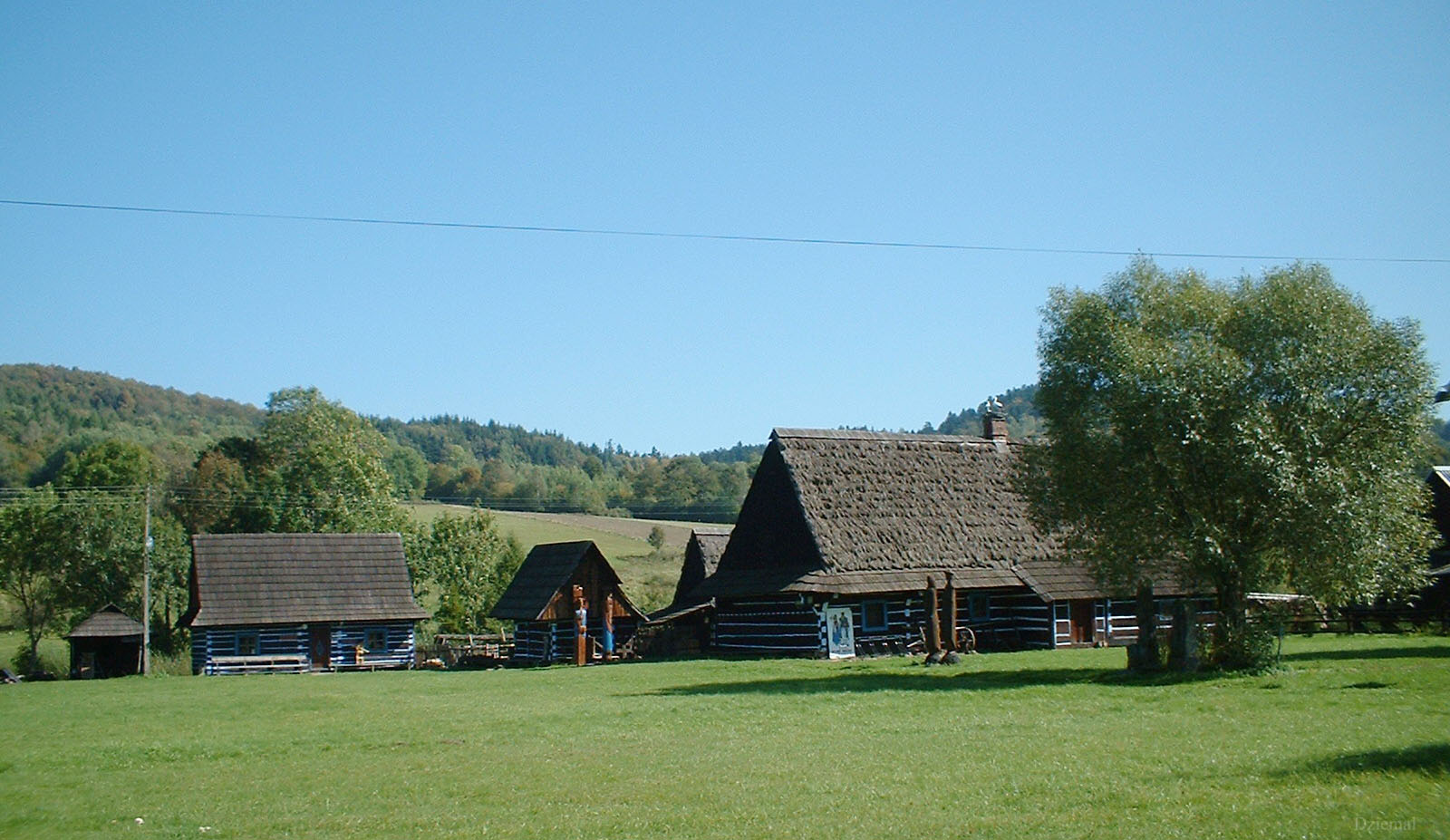
زندرانووا

زندرانووا (به لهستانی:  Zyndranowa) یک روستا در لهستان است که در گمینا دوکلا واقع شده‌است. زندرانووا ۱۴۰ نفر جمعیت دارد.